# 보릿고개 (영화)
"보릿고개"는 1988년에 개봉한 대한민국의 영화이다. 

## 캐스팅
- 이대근 : 춘발 역
- 남궁소희 : 달래 역
- 김하림 : 만길 역
- 유승무 : 승경 역
- 최인숙 : 고창댁 역
- 강민경 : 영자 역
- 이두섭 : 스님 역
- 이제신 : 마담 역
- 김신명 : 노파 역
- 최성관 : 아버지 역
- 전숙 : 어머니 역
- 김용학 : 관리인 역
- 홍윤정 : 아낙 1 역
- 김애라 : 아낙 2 역
- 문미봉 : 아낙 3 역
- 윤일주 : 아낙 4 역
- 황신애 : 춘자 역
- 김유선 : 아가씨 1 역
- 김미희 : 아가씨 2 역
- 김미정 : 아가씨 3 역
- 이경용 : 아가씨 4 역
- 이태우 : 바우 역
- 문혁 : 혁이 역
- 김혜미 : 혜미 역
- 국정환 : 개똥아범 역 (특별출연)
- 김진 : 배 사장 역 (특별출연)